# 迭戈·巴雷托
迭戈·巴雷托（西班牙語：Diego Barreto；1981年7月16日—）是一位巴拉圭足球運動員。在場上的位置是守門員。他是巴拉圭足球運動員埃德加·巴雷托的哥哥。